# Oxira coenostola
Oxira coenostola là một loài bướm đêm trong họ Noctuidae.